# Delwa Kassiré Koumakoye
Nouradine Delwa Kassiré Koumakoye (Bongor, 31 de diciembre de 1949) es un político chadiano, que fue primer ministro del país desde febrero de 2007 hasta el 16 de abril de 2008 cuando fue sustituido por Youssouf Saleh Abbas. 

## Carrera
Es miembro de la Concentración Popular para el Desarrollo y el Progreso. Sirvió como ministro en el gobierno durante los ochenta y principio de los noventa, y ya fue primer ministro desde el 6 de noviembre de 1993 hasta el 8 de abril en 1995.
Fue nombrado primer ministro el 26 de febrero de 2007 por el presidente Idriss Déby Itno. Su nombramiento fue debido a la muerte de su predecesor, Pascal Yoadimnadji, acaecida pocos días antes.